# Cuore azzurro
Cuore azzurro è un singolo dei Pooh del 2006, inno della nazionale italiana inciso in occasione della Coppa del Mondo del 2006.
Il ricavato venne devoluto interamente in beneficenza per il recupero dei bambini soldato della Sierra Leone.
In Cuore Azzurro le musiche sono firmate da Roby Facchinetti, Dodi Battaglia e Red Canzian ed il testo da Valerio Negrini e Stefano D'Orazio. Cuore Azzurro è stata anche interpretata da tutti i calciatori della Nazionale di calcio italiana del 2006.

## Formazione
- Roby Facchinetti: voce, tastiere e pianoforte
- Dodi Battaglia: voce e chitarra elettrica
- Red Canzian: voce, contrabbasso e basso
- Stefano D'Orazio: voce e batteria
- Voci calciatori: Gianluigi Buffon, Cristian Zaccardo,  Fabio Grosso,  Daniele De Rossi,  Fabio Cannavaro,  Andrea Barzagli,  Alessandro Del Piero,  Gennaro Gattuso,  Luca Toni,  Francesco Totti,  Alberto Gilardino,  Angelo Peruzzi,  Alessandro Nesta,  Marco Amelia,  Vincenzo Iaquinta,  Mauro Germán Camoranesi,  Simone Barone,  Filippo Inzaghi,  Gianluca Zambrotta,  Simone Perrotta,  Andrea Pirlo,  Massimo Oddo,  Marco Materazzi.

## Classifiche

### Classifiche settimanali
| Classifica (2006) | Posizione massima |
| ----------------- | ----------------- |
| Italia            | 2                 |